# Chrominae
Sous-famille
Les Chrominae sont une sous-famille de poissons appartenant à la famille des Pomacentridés.

## Liste des genres
- Acanthochromis
- Azurina
- Chromis
- Dascyllus